# WAPI
WAPI (WLAN Authentication and Privacy Infrastructure) és un estàndard nacional de la Xina per proporcionar seguretat en xarxes WLAN.
WAPI es basa en l'existència d'una Unitat de Servei d'Autenticació (ASU) centralitzada, coneguda per estacions clienta i APs. L'ASU exerceix d'entitat certificadora que assegura l'autenticació mútua. La confidencialitat s'aconsegueix mitjançant un mecanisme de clau simètrica i el xifrat de bloc amb SMS4, un algorisme propietari.
Malgrat els intents de la Xina per convertir WAPI en un estàndard internacional, va ser desestimat el juliol de 2006 per ISO/IEC en favor de les propostes del IEEE 802.11i, i encara que s'estudia la possibilitat que es forci la presència de WAPI als dispositius com a condició per a la seva venda a la Xina, avui en dia només es promociona en sistemes pertanyents al govern xinès.